# 수타면 (라면)
수타면은 삼양식품에서 1999년에 출시한 라면이다.

## 사진

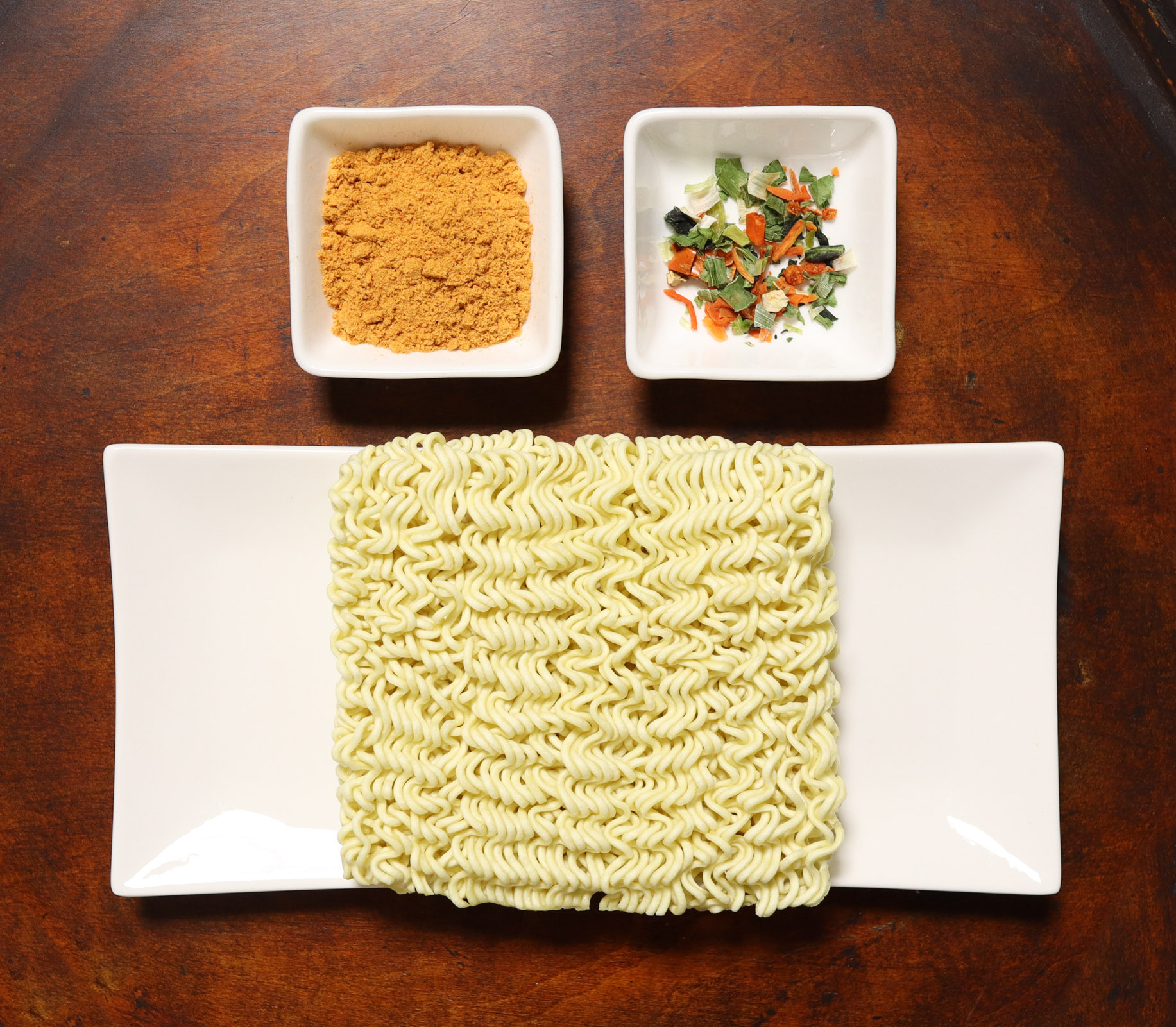
수타면 재료
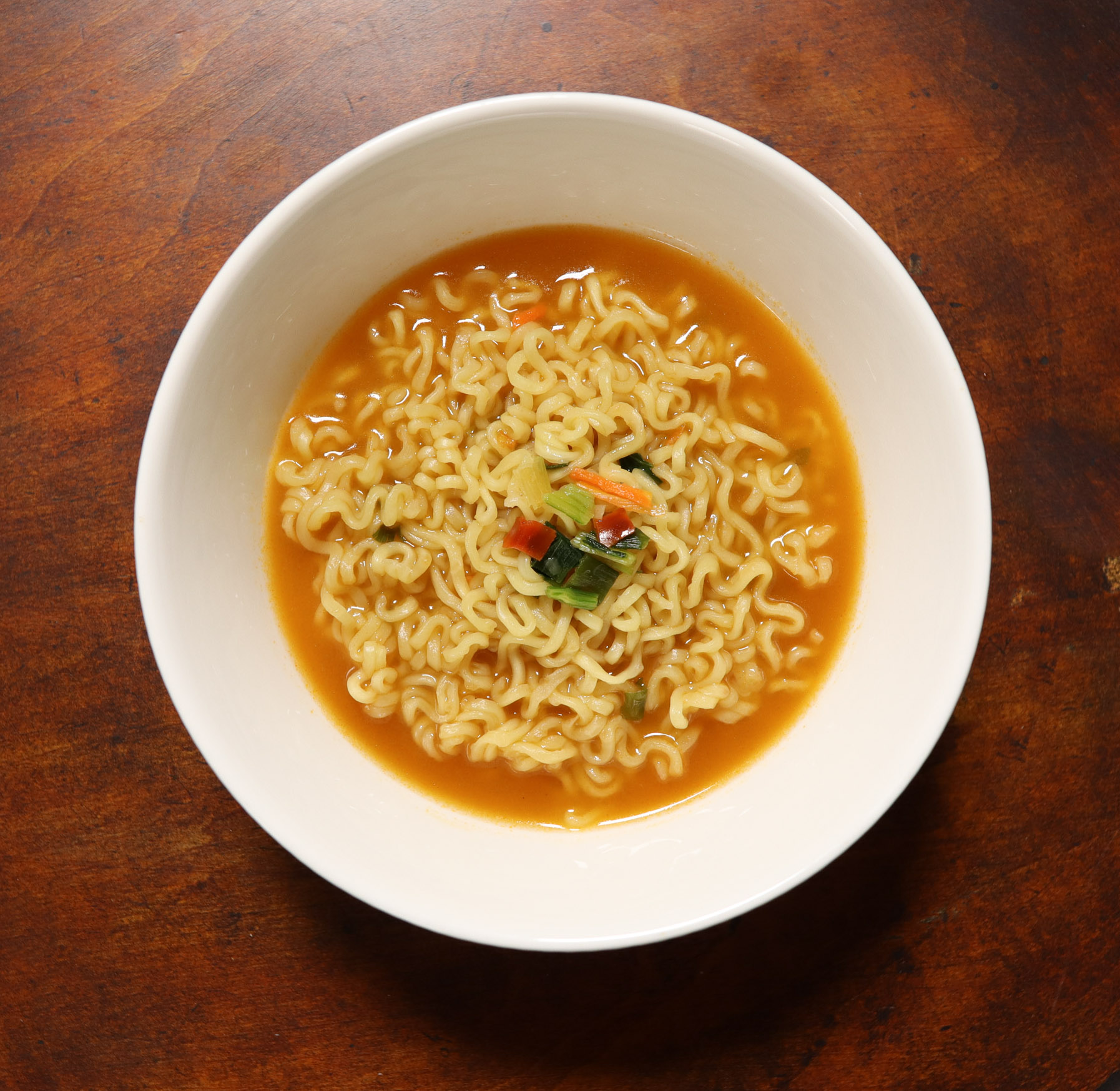
수타면
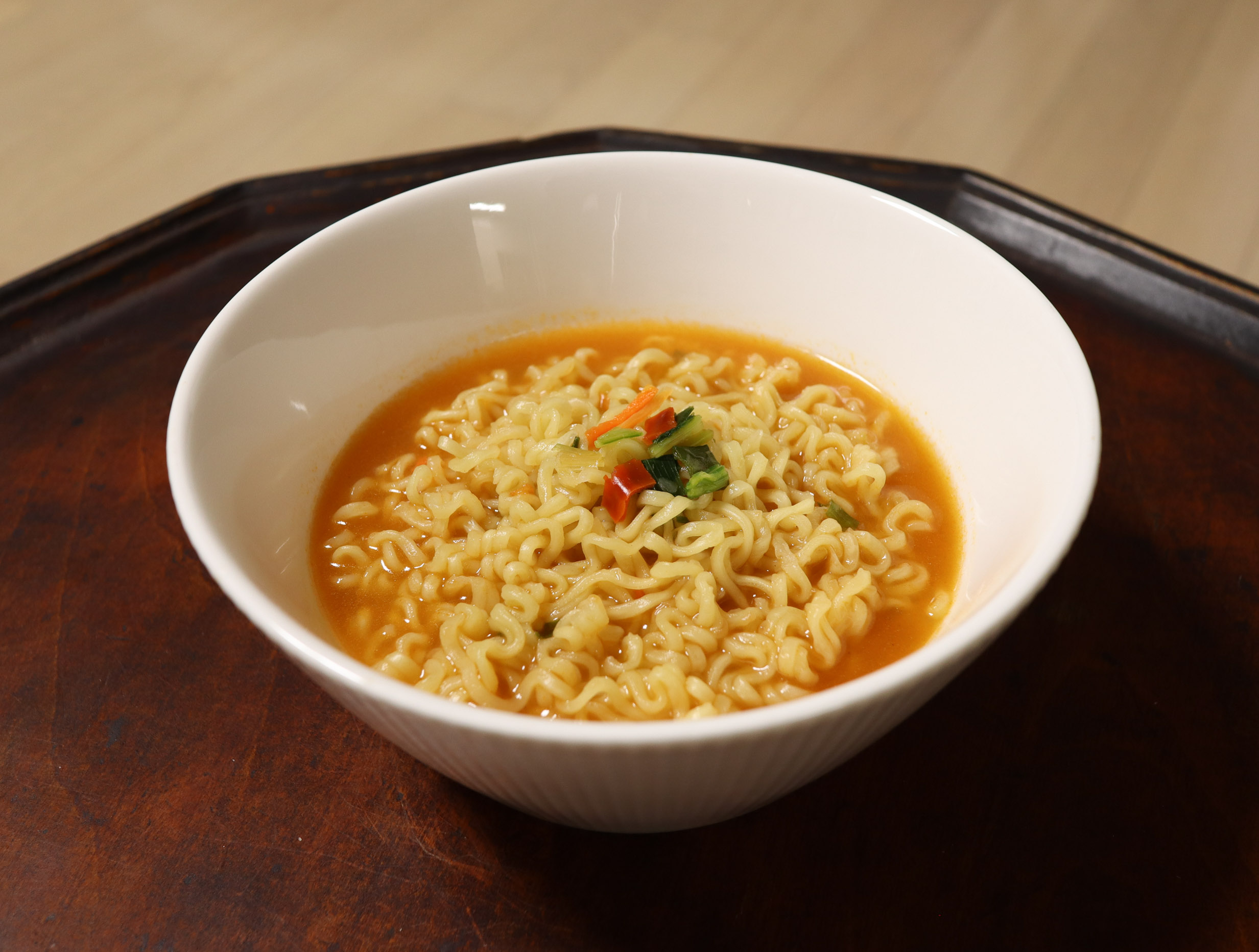
수타면